# Acromyrmex echinatior
Acromyrmex echinatior (лат.) — вид муравьёв-листорезов из трибы грибководов Attini подсемейства Myrmicinae (Formicidae).

## Описание
Неотропика: от Мексики до Панамы. Муравьи среднего размера (рабочие около 5 мм, солдаты до 1 см), светло-коричневого цвета. Спинная сторона с шипиками и туберкулами. Стебелёк между грудью и брюшком состоит из двух члеников: петиолюса и постпетиолюса (последний чётко отделён от брюшка), жало развито, куколки голые (без кокона). Характерны своим тесным симбиозом с грибами, выращиваемыми в земляных муравейниках на основе листовой пережёванной массы. В гнёздах обнаружен социально-паразитический муравей Acromyrmex insinuator.
Acromyrmex echinatior имеет средний размер колонии 137 500 рабочих и факультативно полигинен. Частота спаривания матки, исследованная путем анализа генетической изменчивости микросателлитного локуса (AG)n показала, что в одной из популяций в Панаме 30 колоний оказались моногинными, 5 колоний содержали несколько маток, в то время как количество маток в 2 колониях осталось неустановленным. Микросателлитные генотипы показали, что 12 из 13 маток были осеменены несколькими самцами (полиандрия). Средняя частота спариваний маток составила 2,53, а средняя частота генетически эффективных отцовств — 2,23. Эти значения находятся в одном ряду с самыми высокими, обнаруженными у муравьёв, и результаты соответствуют высокой частоте спариваний, о которой сообщалось для других видов муравьев-листорезов. Был обнаружен постоянный перекос в пропорциональном представительстве разных патрилиний в колониях. Вскрытие показало, что все обследованные матки из полигинных колоний были яйцекладущими и оплодотворёнными. Среднее значение родства среди рабочих-соплеменников в полигинных колониях было ниже, чем у рабочих из моногинных. В выборке из 70 генотипированных самцов не было обнаружено диплоидных самцов. В одной из колоний без маток обнаружена продукция самцов рабочими. In this context it is interesting to note that metapleural glands of individual workers of A. echinatiorandA. octospinosusare disproportionally large and variable in size (Bot and Boomsma 1997)..
Рабочие регулируют яйцекладку других рабочих, то есть уничтожают яйца, отложенные другими рабочими, но не нападают на этих рабочих.
Метаплевральные железы отдельных рабочих A. echinatior и Acromyrmex octospinosus непропорционально большие и разные по размеру.
Этот вид муравьёв-листорезов имеет биоминеральную хитиновую броню, состоящую из кальцита и обогащенную магнием CaMg(CO3)2, которая защищает его от хищников и других видов муравьёв во время фуражировки. Магний повышает твёрдость покровов. Эксперименты по выращиванию животных и синтезу in vitro показывают, что биоминеральный слой быстро накапливается по мере созревания рабочих муравьёв, слой непрерывно распределяется, покрывая почти весь покров. Эпикутикула муравья катализирует биоминеральное зарождение и рост. Биоминеральный слой значительно укрепляет экзоскелет. Повышенная выживаемость рабочих муравьёв с биоминерализованными экзоскелетами во время агрессивных столкновений с другими муравьями и снижение инфицирования энтомопатогенными грибами демонстрируют защитную роль биоминерального слоя.
Диплоидный набор хромосом 2n = 38, кариотип = 8M+6SM+14ST+10A (Barros et al., 2016). Геном был исследован в 2011 году.
- Рабочий
- Солдат
- Солдат

## Классификация
Первоначально был описан под названием Atta (Acromyrmex) octospinosa var. echinatior Forel, 1899. В 1998 году повышен до видового статуса.

### Синонимы
- Atta (Acromyrmex) octospinosa var. echinatior  Forel, 1899
- Acromyrmex (Acromyrmex) subterraneus var. eidmanni  Santschi, 1937
- Acromyrmex octospinosus subsp. echinatior  (Forel, 1899)